# Neufrach
Neufrach ist ein Ortsteil der Gemeinde Salem im Bodenseekreis und bildet eine Ortschaft.

## Geographie

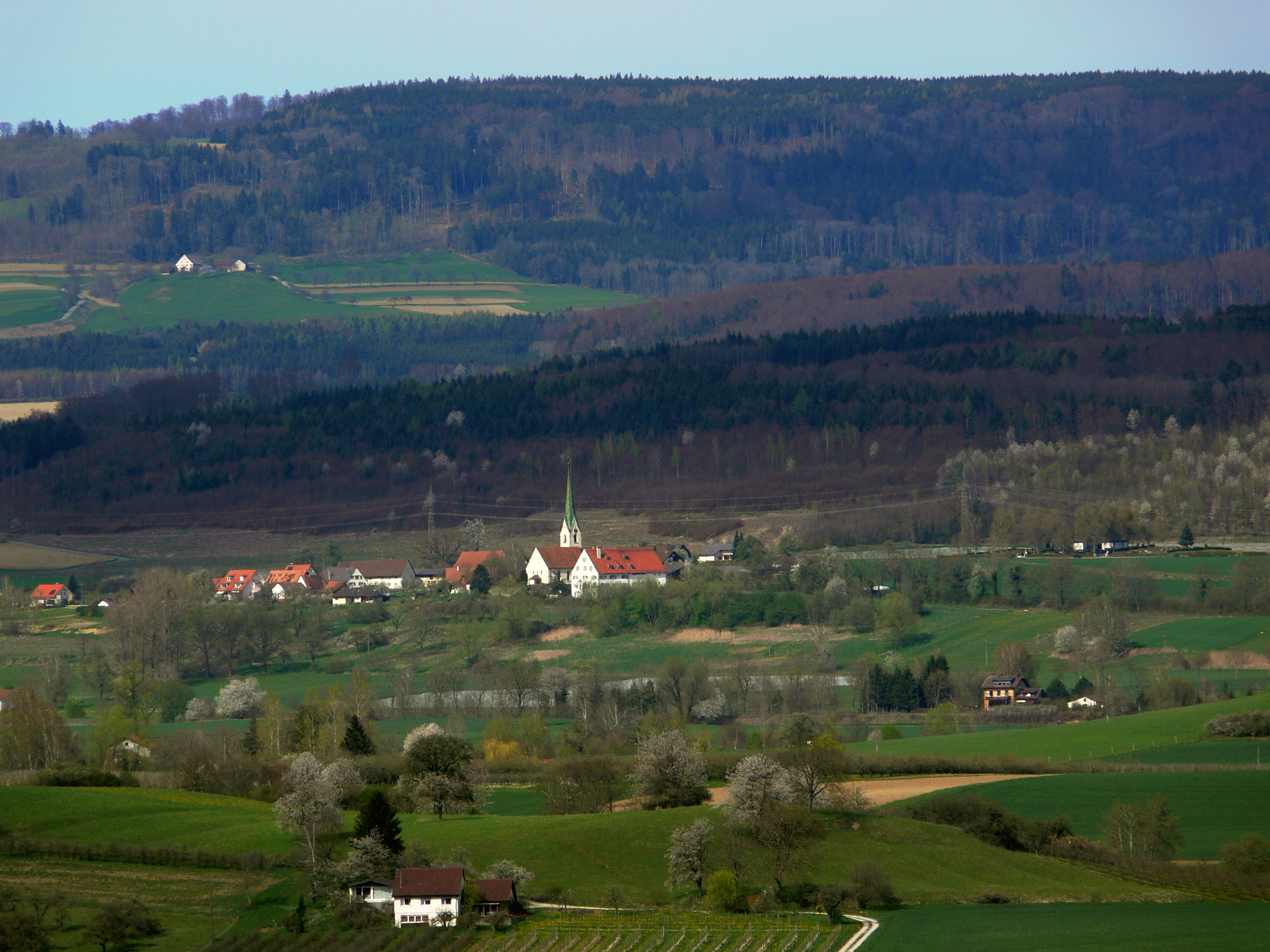
Leutkirch mit der Filialkirche St. Mariä Himmelfahrt (Ortsteil von Neufrach, Gemeinde Salem)

### Ausdehnung des Gebiets
Die Gesamtfläche der Gemarkung Neufrach beträgt 1030 Hektar (Stand: 30. November 2011).

### Gliederung
Zu Neufrach gehören das Dorf Neufrach, der Weiler Leutkirch und Habertsweiler, die Höfe Beim steinernen Brückle, Birkenweiler, das Fischerhaus, die Häuser Leimgrube, Mimmenhausen-Neufrach, Bahnstation, Mimmenhausen, Bahnstation, Mittelstenweiler, Bahnstation, Tobelhof und Wespach sowie die Wüstungen Geroldshaldum und Herwigiswilare.

## Geschichte
Erstmals urkundlich erwähnt wurde Neufrach im Jahr 1162 als Nuiveron.
Neufrach wurde am 1. April 1972 nach Salem eingemeindet.

### Einwohnerentwicklung
Mit 2595 Einwohnern (Stand: 31. Dezember 2024) ist Neufrach damit nach Mimmenhausen der bevölkerungsreichste Teilort der Gemeinde. Bei einer Fläche von 10,30 km² ergibt sich eine Bevölkerungsdichte von etwa 214 Einwohnern pro km².
| Jahr | Einwohnerzahlen |
| ---- | --------------- |
| 1961 | 1074            |
| 1970 | 1261            |
| 2007 | 2207            |
| 2010 | 2223            |
| 2014 | 2351            |

## Wappen
Das Wappen der ehemals selbstständigen Gemeinde Neufrach zeigt in von Blau und Silber dreimal geteiltem Schild einen wachsenden Krummstab mit Pannisellus in verwechselten Farben.

## Kultur und Sehenswürdigkeiten

### Bauwerke

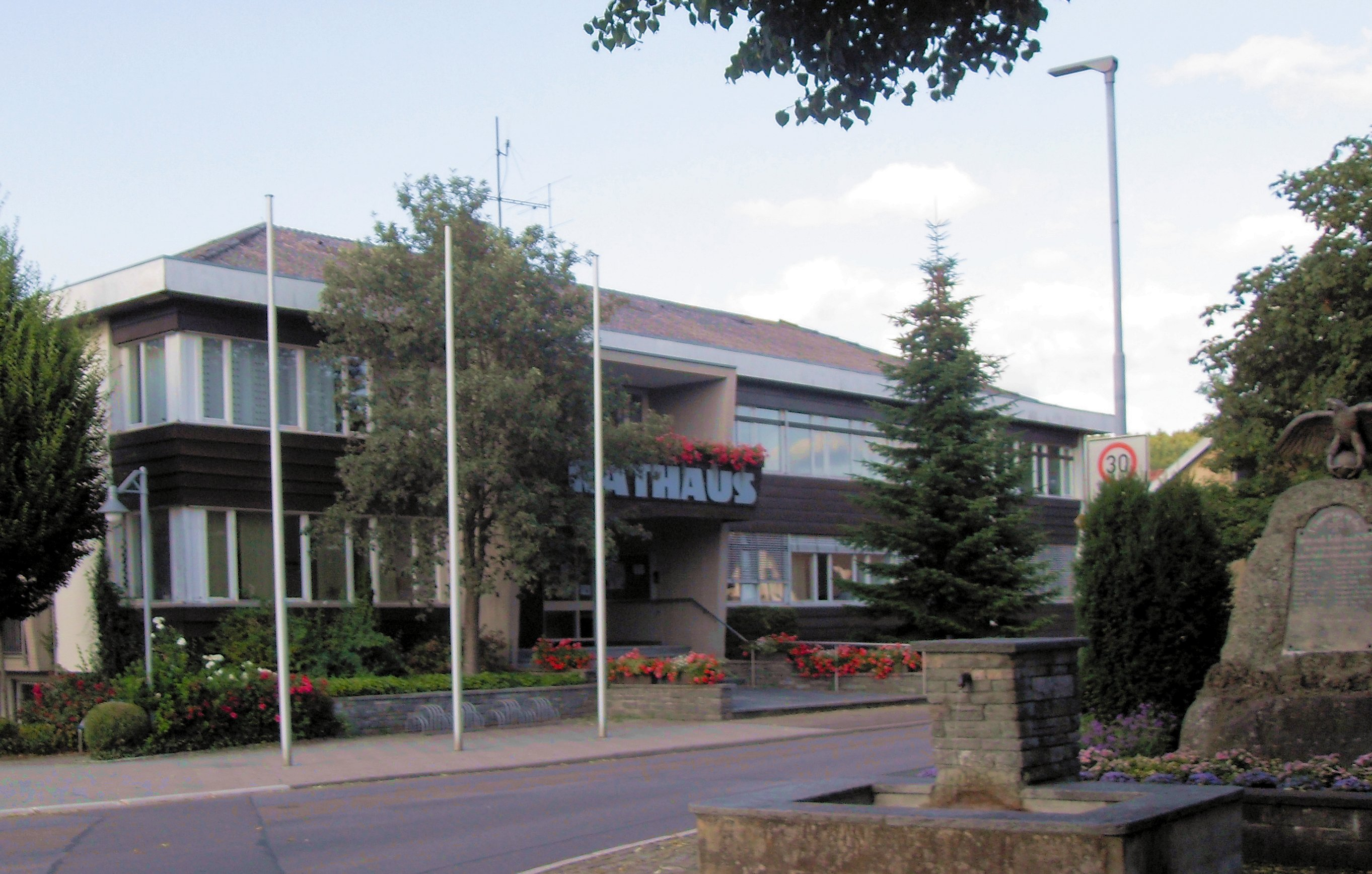
Altes Salemer Rathaus

- In Neufrach befindet sich das alte Salemer Rathaus.
- Katholische Filialkirche Mariä Himmelfahrt in Leutkirch, erbaut um 1200, Erweiterungen und Umbauten im 15. und 18. Jahrhundert; im inneren neubarocke Raumfassung von 1903 mit älteren Ausstattungsstücken. Die ehemalige Pfarrkirche in Leutkirch ist eine der ältesten Kirchen des Linzgaus und war lange Dekanatssitz. Seit der Eröffnung der neuen Pfarrkirche in Neufrach 1967 ist sie Filialkirche.
- Die Kapelle St. Markus und Martin in Neufrach wurde wohl um 1200 erbaut und 1256 erstmals urkundlich erwähnt. Bei der Renovierung fanden sich romanische Oberlichter. Die Kapelle wurde zwischen 1450 und 1500 durch Einbau von Fenster gotisiert. Seit 1967 wird sie nur noch selten genutzt. Die Kapelle hat des Weiteren spätgotisch Fresken und der Hochaltar aus der Mitte des 19. Jahrhunderts.
- Katholische Pfarrkirche St. Peter und Paul und St. Elisabeth in Neufrach, erbaut 1965–1967 nach Plänen von M. Schätzle und Baurat Büchner
- Stadel in Neufrach, 18. Jahrhundert
- Pfarrhof in Leutkirch, erbaut um 1620–1630

## Söhne und Töchter des Ortes
- Arthur Raither (1911–1988), Landwirt, Agrarpolitiker
- Abdullah Wagishauser (* 1950), seit 1984 amtierender Emir (Vorsitzender) der Ahmadiyya Muslim Jamaat in der Bundesrepublik Deutschland e. V.